# Лонг-айлендский серийный убийца
Лонг-айлендский серийный убийца (англ. Long Island serial killer; также Лонг-айлендский потрошитель, Крейгслистский потрошитель) — американский серийный убийца, который убил 10 девушек в период с 1996 по 2011 год. Следствие предполагает, что преступник причастен к убийствам ещё 8 девушек.
Останки жертв были найдены в течение нескольких месяцев в 2010—2011 гг. после того, как в связи с исчезновением Шэннан Гилберт полиция начала прочесывать местность вдоль Оушен-паркуэй, недалеко от отдаленных пляжных городков Гилго и Оук-Бич в округе Саффолк. Останки четырёх жертв, получивших название «Четвёрка Гилго», были найдены в четверти мили друг от друга в районе пляжа Гилго в декабре 2010 года. Останки ещё шести жертв были найдены в марте и апреле 2011 года в округах Саффолк и Нассау. Полиция полагает, что последние останки были найдены раньше четырёх тел, обнаруженных в декабре 2010 года.
Полиция сообщила, что последние останки, по всей видимости, предшествовали четырём телам, найденным в декабре 2010 года. 9 мая 2011 власти сообщили, что 2 из новейших груд останков могут быть работой второго убийцы. Прокуроры теперь считают, что три или четыре убийцы могут быть ответственны за тела, обнаруженные недавно на побережье Лонг-Айленда.
13 июля 2023 года в центре Манхэттена был арестован 59-летний Рекс Хойерманн, проживавший в Массапекуа-Парк, в качестве подозреваемого по этому делу. На следующий день ему были предъявлены обвинения в убийствах трех жертв «четверки Гилго»: Меган Уотерман, Мелиссы Бартелеми и Эмбер Костелло. В январе 2024 года Хойерманну было предъявлено обвинение в убийстве Морин Брейнард-Барнс, а уже в июне — Джессики Тейлор и Сандры Костиллы (в убийстве которой ранее подозревался плотник Джон Биттролфф, осуждённый за убийства двух женщин). Также он подозревается в смерти Валери Мак в 2000 году.

## Полицейское расследование
Первая находка человеческих останков была сделана 11 декабря 2010 года на обочине Ocean Parkway в районе Oak Beach. Поводом для расследования послужили поиски Шэннан Гилберт, 24-летней женщины, пропавшей в этом районе в мае того же года после того, как она сбежала из дома клиента и 23 минуты звонила в службу спасения 911 со словами: «Меня пытаются убить». Через месяц после её исчезновения, бюро по розыску пропавших людей департамента полиции округа Саффолк обратилось к офицеру Джону Маллиа с просьбой найти Гилберт с помощью его обученной трупной собаки — немецкой овчарки по кличке Блю. В течение лета 2010 г. Маллиа безуспешно искал Гилберт в закрытом пляжном поселке, где ёё видели в последний раз.
Новую попытку поиска офицер предпринял 11 декабря 2010 г., держась ближе к обочине парковой дороги. При выборе района поиска Маллиа руководствовался данными ФБР о том, что выброшенные трупы часто находят вблизи проезжей части. Несмотря на густую растительность и легкий слой снега, служебная собака Маллиа обнаружила запах, по которому они вышли на скелет в разваливающемся рогожном мешке. Позднее останки были опознаны как останки Мелиссы Бартелеми. В ходе поиска улик полиция обнаружила ещё три тела. Тела четырёх жертв — Морин Брейнард, Мелиссы Бартелеми, Меган Уотерман и Эмбер Костелло — были найдены примерно в 500 футах (150 м) друг от друга.
В марте 2011 г. частичные останки Джессики Тейлор были найдены вдоль Оушен-паркуэй. Восемью годами ранее, в 2003 г., другие части останков Тейлор были найдены в Манорвилле, городе в округе Саффолк. В следующем месяце, в апреле 2011 г., полиция обнаружила ещё три комплекта останков: неопознанной девочки-мальчика, неопознанного азиата и Валери Мак, частичные останки которой, как и Джессики Тейлор, были найдены в Манорвилле несколькими годами ранее, в ноябре 2000 года. Ещё два тела были найдены в округе Нассау: неопознанная женщина, частичные останки которой ранее были найдены на острове Файр в 1996 году, и неопознанная женщина с характерной татуировкой в виде персика, которая, как выяснилось позже, была матерью неопознанного малыша, найденного в округе Саффолк.
11 апреля 2011 года в округе Нассау начался поиск других тел. Местные СМИ сообщили, что нашли ещё одни человеческие останки, а также отдельно найденный череп, в результате чего общее потенциальное число тел, обнаруженных с декабря, выросло до десяти. 22 апреля 2011 года в футе от черепа нашли 2 человеческих зуба.
9 мая 2011 г. полиция предположила, что из-за сходства дел Валери Мак (которая на тот момент была не опознана) и Джессика Тейлор могли быть убиты вторым, отдельным убийцей. 29 ноября 2011 г. полиция объявила, что, по её мнению, за все десять убийств ответственен один человек, и что преступник почти наверняка является уроженцем Лонг-Айленда. Версия об убийце-одиночке основывается на общих характеристиках состояния останков и судебно-медицинских улик, связанных с телами.
В июне 2011 г. полиция округа Саффолк объявила о вознаграждении в размере 25 000 долл. за информацию, позволяющую арестовать подозреваемого в убийстве на Лонг-Айленде. Останки Шэннан Гилберт были найдены в Оук-Бич в декабре 2011 г., спустя 19 месяцев после её исчезновения. Причина её смерти остается спорной: полиция заявила о случайном утоплении, в то время как независимое вскрытие установило возможное удушение.

### Участие ФБР
10 декабря 2015 г. комиссар полиции округа Саффолк Тим Сини объявил, что к расследованию официально подключилось ФБР. Это заявление было сделано через день после того, как бывшему начальнику полиции Джеймсу Берку были предъявлены обвинения в нарушении гражданских прав и заговоре. Сообщалось, что Берк, ушедший в отставку в октябре 2015 г., в течение многих лет блокировал участие ФБР в расследовании дела убийцы. Ранее ФБР оказывало помощь в поиске жертв, но официально никогда не участвовало в расследовании. В ноябре 2016 года Берк был приговорен к 46 месяцам лишения свободы в федеральной тюрьме за нападение и сговор.

### Обнародование доказательств в 2020
16 января 2020 г. комиссар полиции округа Саффолк Джеральдин Харт опубликовала изображения найденного на месте преступления ремня с буквами «HM» или «WH» (в зависимости от ориентации ремня), вытисненными на чёрной коже. Ремень был найден в ходе первоначального расследования в районе Ocean Parkway в Гилго-бич. Полиция считает, что ремень был сделан преступником и не принадлежал ни одной из жертв. Полиция не раскрыла подробностей о доказательной силе ремня и не стала комментировать, где именно он был найден. Было также объявлено, что в ходе расследования используются новые научные данные, и запущен сайт Gilgonews.com, позволяющий обмениваться новостями и получать советы по ходу расследования.

### Опознание Валери Мак с помощью генетической генеалогии
В июне 2019 года поступило предложение использовать генетическую генеалогию для идентификации неопознанных жертв и, возможно, убийцы в деле. 28 мая 2020 года «Джейн Доу № 6» была опознана как Валери Мак, которая также носила имя Мелисса Тейлор.

### Лицо, представляющее интерес и подозреваемое

#### Лицо, представляющее интерес
12 сентября 2017 года прокурор округа Саффолк Роберт Бьянкавилла заявил, что Джон Биттролфф, житель округа Саффолк, осужденный за убийство двух секс-работниц и подозреваемый в убийстве третьей, 28-летней Сандры Костиллы, возможно, совершил некоторые из убийств в Гилго-Бич. Бьянкавилла сказал, что Биттролфф, вероятно, был ответственен за смерти других женщин и что есть сходство между местами преступления в Гилго-Бич и известными убийствами Биттролффа, за которые он был осужден в мае 2017 года и приговорён в сентябре.
Биттролфф был арестован в 2014 году после того, как его ДНК была обнаружена на телах двух жертв убийства, 31-летней Риты Тангреди и 20-летней Колин Макнами, чьи тела были найдены в 1993 и 1994 годах. Совпадение было установлено с помощью ДНК, предоставленной его братом Тимоти, который был осужден в 2013 году по не связанному с этим делу. Биттролфф был осужден в мае 2017 года за эти убийства, а в сентябре приговорен к последовательным срокам по 25 лет за каждое убийство. Полиция округа Саффолк не прокомментировала заявление прокурора в связи с активным расследованием убийств в Гилго-Бич. Адвокат Биттролффа отверг утверждение прокурора.
Биттролфф жил в Манорвилле, в 30 милях (48 км) от того места, где были найдены тела Валери Мак и Джессики Тейлор в Гилго-Бич. Биттролфф был охотником, которому, как говорили, нравилось убивать животных. По профессии он был плотником, имевшим доступ к ножовкам и электропилам. Поскольку многие тела были найдены именно расчленёнными, следует отметить его доступ к этим инструментам и умение ими пользоваться.
Взрослая дочь Риты Тангреди была лучшей подругой Мелиссы Бартелеми, одной из жертв из Гилго-Бич. Мать Бартелеми, Линн, рассказала, что её дочь Мелисса перед смертью «много звонила в Манорвилль с телефона».

### Подозреваемый в трех убийствах
14 июля 2023 г. мужчине по имени Рекс Хойерманн были предъявлены обвинения по трем пунктам в убийстве первой степени и трем пунктам в убийстве второй степени в связи со смертью Мелиссы Бартелеми, Меган Уотерман и Эмбер Линн Костелло. Он также подозревается в исчезновении и смерти Морин Брейнард-Барнс, согласно ходатайству об освобождении под залог. Волосы, скорее всего, принадлежащие жене Рекса Хойерманна, были обнаружены на трёх жертвах убийства или рядом с ними. Анализ ДНК из 11 бутылок, найденных в мусорном баке возле дома Хойерманнов, подтвердил эту информацию. Волосы были обнаружены в 2010 году, но тогда анализ ДНК не дал результатов. Благодаря более совершенным современным технологиям следователям удалось найти ответы на вопросы о ДНК.

## Четвёрка Гилго: Жертвы, обнаруженные в декабре 2010 года
Из десяти останков тел, найденных с конца 2010 года, четверо идентифицированы в декабре 2010 года как принадлежащие проституткам, которые рекламировали свои услуги по Craigslist. Все они были задушены, а их тела были завёрнуты в джутовые мешки. Все, как полагают, были убиты в другом месте.

### Морин Брейнард-Барнс
На момент исчезновения Брейнард-Барнс из Норвича, штат Коннектикут, было 25 лет. Последний раз её видели 9 июля 2007 г., когда она сказала, что планирует «провести день в Нью-Йорке». С того дня больше её не видели. Брейнард-Барнс, мать двоих детей, работала в качестве платной эскорт-услуги на сайте Craigslist, чтобы оплатить ипотеку за свой дом. Она не работала в секс-индустрии в течение семи месяцев, но после получения уведомления о выселении вернулась к этой работе, чтобы оплатить счета. Её тело было обнаружено в декабре 2010 года.
Вскоре после её исчезновения подруге Брейнард-Барнс, Саре Карнес, позвонил мужчина с незнакомого номера. Мужчина утверждал, что только что видел Брейнард-Барнс, что она жива и находится в «борделе в Квинсе». Он отказался назвать себя и не смог сообщить Карнес местонахождение дома. Он сказал Карнес, что перезвонит и сообщит адрес, но больше не звонил. По словам Карнес, у мужчины не было заметного нью-йоркского или бостонского акцента.
На момент исчезновения она работала в мотеле Super 8 на Манхэттене. В ночь на 9 июля 2007 г. она позвонила подруге в Коннектикут и сообщила, что планирует встретиться с клиентом возле мотеля. Как и многие другие жертвы, Брейнард-Барнс была очень маленького роста — 4 фута 11 дюймов (1,50 м) и весом 105 фунтов (48 кг). На момент смерти, у Морин осталась 7-летняя дочь Николетт.

### Мелисса Бартелеми
Бартелеми, 24-летняя жительница округа Эри, штат Нью-Йорк, пропала 12 июля 2009 года. Она жила в Бронксе в Нью-Йорке и работала в эскорте через Craigslist. В ночь пропажи она встретилась с клиентом, положила на свой банковский счет 900 долларов и попыталась позвонить своему бывшему парню, но не дозвонилась. Спустя неделю и в течение пяти недель её сестра-подросток Аманда получала серию «вульгарных, издевательских и оскорбительных» звонков от человека, который мог быть убийцей, используя мобильный телефон Мелиссы. Звонивший спрашивал, не была ли Аманда «такой же шлюхой, как её сестра».
Звонки становились все более тревожными и в конце концов завершились тем, что звонивший сообщил Аманде, что её сестра мертва и что он собирается «наблюдать за её гниением». Полиция проследила некоторые звонки до Мэдисон-сквер-Гарден, центра Манхэттена и Массапекуа, но не смогла определить, кто их совершал. Мать Бартелеми отметила, что с телефона её дочери во время её исчезновения было «много звонков в Манорвилл». Рост Бартелеми составлял 4 фута 10 дюймов (1,47 м), вес — 95 фунтов (43 кг).

### Меган Уотерман
Уотерман, 22-летняя жительница Саут-Портленда, штат Мэн, пропала 6 июня 2010 г. после размещения на сайте Craigslist объявления об оказании эскорт-услуг. Накануне она сказала своему 20-летнему парню, что собирается на свидание и позвонит ему позже. На момент исчезновения она проживала в мотеле в Хауппауге (штат Нью-Йорк), расположенном в 15 милях к северо-востоку от Гилго-Бич. Её тело было найдено в декабре 2010 года. Уотерман была матерью одного ребёнка и стала жертвой секс-торговли. Рост Уотерман составлял 5 футов 5 дюймов (1,65 м). На момент смерти, у Меган осталась 3-летняя дочь Лили.

### Эмбер Линн Костелло
Костелло, 27-летняя жительница Западного Вавилона, штат Нью-Йорк, небольшого городка в десяти милях к северу от Гилго-Бич, была работницей секс-индустрии и потребителем героина, пропавшей без вести 2 сентября 2010 года. По имеющимся данным, в тот вечер она отправилась на встречу с незнакомцем, который несколько раз звонил ей и предлагал 1500 долларов за её услуги. Костелло родилась в Шарлотте и выросла в Уилмингтоне (Северная Каролина), а после исчезновения жила в Западном Вавилоне (Нью-Йорк). Родные считали, что она находится в реабилитационном центре для наркоманов, поэтому не сразу объявили о её пропаже, когда она перестала отвечать на сообщения и телефонные звонки.
До переезда в Западный Вавилон Костелло жила со своим вторым мужем в Клируотере, штат Флорида, и работала официанткой. Костелло хорошо училась, но наркомания у неё началась ещё в подростковом возрасте. В 6-летнем возрасте она подверглась сексуальному насилию со стороны соседа. Рост Костелло составлял 4 фута 11 дюймов (1,50 м), вес — около 100 фунтов (50 кг).

## Дополнительные жертвы, обнаруженные в марте и апреле 2011 года
Ещё четыре комплекта останков были обнаружены 29 марта и 4 апреля 2011 г. Все останки были найдены в другом месте, вблизи парковой дороги, в районе пляжей Оук Бич и Гилго Бич, в двух милях к востоку от останков, найденных в декабре 2010 года. Вновь обнаруженными жертвами оказались Джессика Тейлор, Валери Мак, неустановленная женщина, названная «Джейн Доу № 3» или «Персик», и неопознанный младенец, который был дочерью «Персика». Впоследствии полиция Саффолка расширила зону поиска вплоть до границы округа Нассау в поисках новых жертв.
Ещё два комплекта останков были обнаружены 11 апреля 2011 г., после того как поиски распространились на округ Нассау. Они были обнаружены на расстоянии около одной мили друг от друга, примерно в пяти милях к западу от тех, что были найдены в декабре. Один из комплектов останков принадлежал жертве, которую сейчас считают женщиной-трансгендером. По словам полиции, жертва, обозначенная как «мужчина азиатской внешности», была мертва в течение 5-10 лет. Другие останки принадлежали Карен Вергате, частичные останки которой были обнаружены на острове Файр-Айленд в 1996 году.

### Опознанные

#### Валери Мак
24-летняя Валери Мак, известная также как Мелисса Тейлор, жила в Филадельфии и работала в эскорте, когда пропала в 2000 году.Как и многие другие жертвы, она была небольшого роста — около 5 футов (1,5 м) и весом около 100 фунтов (50 кг).
Частичные останки Мак были обнаружены в Манорвилле 19 ноября 2000 г., но идентифицированы только в 2020 г. Её туловище было найдено завернутым в мусорные пакеты и выброшенным в лесу недалеко от пересечения улиц Halsey Manor Road и Mill Road, рядом с ЛЭП и подъездной дорогой к ней.
Голова, правая ступня и кисти рук, найденные 4 апреля 2011 г., сначала были признаны принадлежащими неопознанной жертве, получившей имя «Джейн Доу № 6»; позднее было установлено, что они принадлежат той же женщине, чей торс был найден в 2000 году. Её правая нога была отрезана высоко над лодыжкой, возможно, для того, чтобы скрыть опознавательный знак или татуировку. 28 мая 2020 г. полиция объявила, что останки были опознаны как Валери Мак, которую члены семьи в последний раз видели весной или летом 2000 г. в районе Порт-Републик, штат Нью-Джерси. Расчленённые останки Валери Мак и Джессики Тейлор были уничтожены одинаковым способом и в одной и той же части Манорвилла, что позволяет предположить наличие связи между ними.
У Мак был сын Бенджамин, который предоставил для опознания матери своё ДНК.

#### Джессика Тейлор
20-летняя Джессика Тейлор жила в Манхэттене, когда пропала 21 июля 2003 года. 26 июля 2003 г. её обнаженный и расчлененный торс, лишенный головы и рук, был обнаружен в 45 милях (72 км) к востоку от пляжа Гилго в Манорвилле, штат Нью-Йорк; эти останки были идентифицированы с помощью анализа ДНК позднее в том же году. Туловище Тейлор было найдено на куче деревянных обрезков в конце асфальтированной подъездной дороги от Halsey Manor Road, чуть севернее того места, где она пересекается с Long Island Expressway. Под туловищем была обнаружена пластиковая пленка, а татуировка на теле была изуродована острым предметом.
29 марта 2011 г. в Гилго были обнаружены останки, в том числе череп, пара кистей рук и предплечье, которые были сопоставлены с Тейлор. Она работала в Вашингтоне и в Манхэттене в качестве секс-работницы. Последний раз Тейлор видели в районе автобусного терминала Port Authority в Манхэттене в период с 18 по 22 июля 2003 года.
Тейлор стала заниматься проституцией после того, как её бойфренд и по совместительству сутенёр Халил Уайт изолировал её от семьи. Поначалу его подозревали в убийстве Джессики, но потом было доказано, что она стала жертвой маньяка.

#### Карен Вергата
11 апреля 2011 г. на пляже Тобей были найдены человеческий череп и несколько зубов, до опознания жертву именовали «Джейн Доу № 7» или «неопознанная с острова Файр». По результатам анализа ДНК эти останки были связаны с отрезанными ногами, найденными в мешке для мусора на острове Файр 15 годами ранее, 20 апреля 1996 года. Останки Джейн Доу № 7 стали вторым набором, обнаруженным в округе Нассау 11 апреля 2011 года. 4 августа 2023 года во время пресс-конференции представители следственных органов объявили, что «Джейн Доу № 7» была опознана как Карен Вергата. Вергата — 34-летняя жительница Маннхеттена (на момент исчезновения в 1996 году), также работала, предоставляя эскорт-услуги.

#### Таня Джексон и Татьяна Мэри Дайкс («Персик» / «Джейн Доу № 3» и «Дитя Доу»)
11 апреля 2011 г. полиция округа Нассау обнаружила расчлененные скелетированные человеческие останки в полиэтиленовом пакете в районе парка Джонс Бич Стейт Парк. Жертва была названа «Джейн Доу № 3». Позднее анализ ДНК показал, что останки принадлежат женщине, чей торс был найден в парке Hempstead Lake State Park четырнадцатью годами ранее. 28 июня 1997 года в государственном парке Хемпстед-Лейк, расположенном в городе Лейквью (штат Нью-Йорк), был найден расчлененный торс неизвестной молодой афроамериканки. Туловище было найдено в зелёном пластиковом контейнере Rubbermaid, который был выброшен рядом с дорогой на западном берегу озера. Следователи сообщили, что на левой груди жертвы была татуировка в виде персика в форме сердца с откушенным кусочком и двумя капельками, падающими из его сердцевины. Скелет девочки в возрасте от 16 до 24 месяцев (или, по другой версии, от 1 до 4 лет) — был найден 4 апреля 2011 г. примерно в 250 футах (80 м) от частичных останков Валери Мак. Тело было завернуто в одеяло и не имело видимых признаков травмы. По результатам анализа ДНК было установлено, что матерью ребёнка является «Персик»/«Джейн Доу № 3», тело которой было найдено в 10 милях (16 км) к востоку, в районе парка государственного парка Джоунс Бич. По имеющимся данным, девочка была афроамериканкой, на ней были золотые серьги и золотое ожерелье.
23 апреля 2025 года полиция округа Нассау объявила о том, что обе жертвы были опознаны благодаря генетической генеалогии. «Персик» — Таня Дениз Джексон, родилась 22 октября 1970 года в Алабаме. С 1993 по 1995 год Джексон служила в армии США. Её дочь Татьяна Мэри Дайкс («Дитя Доу») родилась 17 марта 1995 года в Техасе. На момент смерти Джексон проживала в Бруклине и работала медицинским ассистентом. Джексон не общалась с родственниками, поэтому мать и дочь никогда не были объявлены в розыск. Отец Татьяны был идентифицирован и помогал в расследовании. Полиция не стала уточнять, являются ли мать и дочь жертвами Лонг-айлендского серийного убийцы.

### Неопознанные
20 сентября 2011 г. полиция опубликовала фотороботы двух неопознанных жертв (прозванными «мужчина-азиат» и «Джейн Доу № 6»), останки которых были найдены в марте и апреле 2011 г., а также фотографии ювелирных изделий, обнаруженных на останках девочки-ребёнка и её матери, «Джейн Доу № 3», найденных 4 и 11 апреля соответственно. Один из комплектов останков, найденных в округе Нассау 11 апреля, был впоследствии опознан как мать ребёнка.
В декабре 2016 года было установлено, что «Персик» и «Джейн Доу № 3» — одно и то же лицо. Анализ ДНК также позволил установить, что «Персик» является матерью «дитя Доу»; на ней были обнаружены золотые украшения, похожие на те, что были на её дочери.

#### «Мужчина-азиат»
Тело молодого мужчины азиатской внешности, погибшего от удара тупым предметом, было также обнаружено 4 апреля 2011 г. на пляже Гилго, совсем недалеко от места, где в декабре 2010 г. были обнаружены первые четыре комплекта останков. Жертва была одета в женскую одежду и, возможно, являлась трансгендерной женщиной. Возраст жертвы составлял от 17 до 23 лет, рост — 5 футов 6 дюймов (1,68 м), отсутствовали четыре зуба, возможно, у неё было заболевание опорно-двигательного аппарата, которое могло повлиять на походку. Жертва была мертва от 5 до 10 лет. В сентябре 2011 года полиция опубликовала фоторобот жертвы.

## Возможные жертвы

### Опознанные

#### Тина Элизабет Фоглия
19-летнюю Тину Фоглию в последний раз видели живой рано утром 1 февраля 1982 года в рок-клубе Hammerheads на Санрайз-Хайвей, Уэст-Айслип. Она добиралась автостопом от своего дома до места проведения концерта, чтобы увидеть друга, выступающего с группой Equinox из Квинса. Её останки были обнаружены работниками Департамента транспорта 3 февраля на обочине Сагтикос Стейт Паркуэй в округе Саффолк. Её расчленённое тело, которое было помещено в три отдельных пластиковых мешка для мусора, было найдено в нескольких милях к северу от дороги Роберта Мозеса, которая ведет к Гилго-Бич и Оук-Бич.
Кольцо с бриллиантом, которое, как известно, носила Фоглия, пропало, а на пакетах для мусора была обнаружена ДНК неизвестного мужчины. Полиция не исключила возможности того, что Тина Фоглия стала ранней жертвой Лонг-айлендского серийного убийцы, но заявила, что установление связи «не является активным направлением расследования».

#### Жаклин Эшли Смит
16-летнюю Жаклин Смит в последний раз видели в Бруклине, Нью-Йорк 7 августа 1999 года. Она ушла из дома в 9 часов вечера, чтобы навестить друзей, и не вернулась. Она была объявлена пропавшей без вести 12 августа 1999 года. 20 июня 2000 года расчленённое тело Жаклин Смит было найдено недалеко от 88-й улицы Бич в Рокавей-Бич, Квинс.

### Андре Джамал Айзек
25-летний Андре Айзек был профессиональным трансвеститом, известным под сценическим псевдонимом «Сахарный Медведь». Его расчленённое тело было найдено 17 декабря 2002 года в Арверне, Квинс.